# Јосип Станишић
Јосип Станишић (Минхен, 2. април 2000) је хрватски фудбалер који тренутно наступа за Бајерн Минхен. Игра на позицији одбрамбеног играча.

## Успеси
Бајерн Минхен II
- Трећа лига Немачке (1) : 2019/20.[9]

 Бајерн Минхен
- Бундеслига (4) : 2020/21,[10] 2021/22,[11] 2022/23,[12] 2024/25.[13]
- Суперкуп Немачке (2) : 2021,[14] 2022.[15]

 Бајер Леверкузен
- Бундеслига (1) : 2023/24.[16]
- Куп Немачке (1) : 2023/24.

 Хрватска
- Светско прванство:  2022.[17]
- Лига нација:  2022/23.[18]